# 项脚蒙古族乡
项脚乡，是中华人民共和国四川省凉山彝族自治州木里藏族自治县下辖的一个乡镇级行政单位。

## 行政区划
项脚乡下辖以下地区：
友友坪村、项脚村和羊窝子村。